# Rolf von Lüde
Rolf von Lüde (* 1946 in Hannover) ist ein deutscher Soziologe und emeritierter Hochschullehrer.

## Leben und Wirken
Von Lüde studierte Volkswirtschaftslehre, Soziologie und Sozialpsychologie an den Universitäten Regensburg, Köln und Bonn (Diplom in Volkswirtschaftslehre und Sozialpsychologie). Nach der Promotion zum Dr. rer. pol. in Volkswirtschaftslehre an der Universität Dortmund und der Habilitation in Soziologie und Ernennung zum Privatdozenten war er von 1996 bis 2015 Professor für Soziologie mit dem Schwerpunkt Industrie- und Betriebssoziologie an der Universität Hamburg, Fachbereich Sozialwissenschaften des Instituts für Soziologie.
An der Universität Hamburg übte von Lüde zudem verschiedene akademische Tätigkeiten aus. Er war unter anderem Geschäftsführender Direktor des Instituts für Soziologie (1997–2001), Mitglied des Akademischen Senats und des Konzils der Universität, Dekan für den Forschungsbereich „Biologie, Gesellschaft und Umwelt“ (2003–2010) und Forschungsdekan der Fakultät Wirtschafts- und Sozialwissenschaften (2005–2008).
Von 1997 bis 2012 war er zudem Vertrauensdozent des Begabtenförderwerkes der Stiftung der Deutschen Wirtschaft.
Gastprofessuren führten ihn an die Städtischen Universität Osaka (2005) und an die Ural University in Ekaterinburg (2008). Im Jahre 2009 wurde er als Titulaire de la Chaire Alfred Grosser am Institut d’Études Politiques de Paris (Sciences Po) berufen.

## Wissenschaftliche Schwerpunkte
Zu seinen Schwerpunktthemen in Lehre und Forschung gehören Finanzmarktinstitutionen, individuelle Risikopräferenzen und Anlageverhalten auf Finanzmärkten, Governancestrukturen von Universitäten und öffentlich-rechtlichen Organisationen (Schulen), Theorie und Politik des Arbeitsmarktes und Sozionik als transdisziplinäres Programm von Soziologie und Informatik zur Erforschung und Modellierung künstlicher Sozialität.

## Weitere Tätigkeiten
Von Lüde war als Student Bundesvorsitzender des „Student für Europa / Student für Berlin / Étudiant d’Europe“. Von 1985 bis 2002 war er Vorsitzender des Fachausschusses „Wohnen“ der EAF in Bonn und Berlin sowie von 2008 bis 2012  Vertrauensperson der Bürgerbegehren „Hände weg vom Isebek“ und „Für die Respektierung des Bürgerwillens in Hamburg Eimsbüttel“. Seit 2019 ist er Vorstandsvorsitzender der gemeinnützigen Stiftung Weltweite Wissenschaft – Gästehaus der Universität Hamburg.

## Veröffentlichungen (Auswahl)
- Die Nachfrage nach Wohnungen. Eine theoretisch-empirische Analyse. Zugleich Dissertation. Verlag Otto Schwartz, Göttingen 1978, ISBN 3-509-01065-5.
- mit Matthes Buhbe: Grundlagen und Probleme der Angebotspolitik. In: Ökonomie und Gesellschaft. Jahrbuch 1: Die Neoklassik und ihre Herausforderungen. Hrsg.: Peter de Gijsel et al. Campus, Frankfurt/New York 1983. S. 209–255. ISBN 978-3-89518-981-4.
- Die Reorganisation der Fabrik und die Wiederentdeckung der Arbeit. Perspektiven für Bildung und Qualifizierung in der Industriegesellschaft. Westdeutscher Verlag / Springer VS, Opladen 1996. ISBN 978-3-322-93497-0.
- mit Daniel Moldt, Rüdiger Valk: Sozionik. Modellierung soziologischer Theorie. Lit-Verlag, Münster 2003, ISBN 3-8258-5980-0.
- Jenseits von Garbage Cans? Kommunikation und Entscheidung in Universitäten. In: Karl-Heinz Hillmann / Georg W. Oesterdiekhoff (Hrsg.): Die Verbesserung des menschlichen Zusammenlebens. Eine Herausforderung für die Soziologie. Leske + Budrich, Opladen 2003. doi:10.1007/978-3-663-09775-4_12
- Anlageverhalten auf Finanzmärkten. Das risikoaverse Handeln von Privathaushalten in Deutschland. In: Wirtschaftsdienst, 93. Jg. (2013), H. 5, S. 328–336. doi:10.1007/s10273-013-1529-x.
- mit Daniel Moldt, Rüdiger Valk: Selbstorganisation und Governance in künstlichen und sozialen Systemen. Abschlussbericht des DFG-Projektes „Emergenz in dynamischen Prozessen - Dirigismus und symbolische Politik“ im Rahmen des DFG-Schwerpunktprogrammes „Sozionik“. Lit Verlag, Berlin 2009,  ISBN 978-3-643-10057-3
- mit Christian von Scheve: Rationalitätsfiktionen des Anlageverhaltens auf Finanzmärkten. In K. Krämer, S. Nessel (Hrsg.), Entfesselte Finanzmärkte. Soziologische Analysen des modernen Kapitalismus. Campus, Frankfurt am Main 2012, S. 309–326, ISBN 978-3-593-39606-4.
- Rationalität und Anlageverhalten auf Finanzmärkten. In: Anita Engels, Lisa Knoll (Hrsg.): Wirtschaftliche Rationalität. Soziologische Perspektiven. Springer VS, Wiesbaden 2012, S. 129–162, ISBN 978-3-531-18003-8.